# جوجل الصين
جوجل الصين (بالصينية: 谷歌) هي شركة تابعة للشركة الأم جوجل، وتأتي جوجل الصين بالمرتبة الثالثة تصنيفاً في الصين بعد بايدو وسوسو.
في عام 2010 كافة طلبات البحث عبر مواقع جوجل تم تحويلها من موقع جوجل الصين (البر الرئيسي) لموقع جوجل هونغ كونغ، وفي عام 2013 تراجعت حصتها السوقية إلى 1.7% من 36.2% (أغسطس 2009).
وتملك جوجل محرك بحث آخر في الصين وهو مستقل للمستخدمين التايوانيين، جوجل تايوان، ويستخدم في تايوان والجزر الأخرى.

## تاريخ

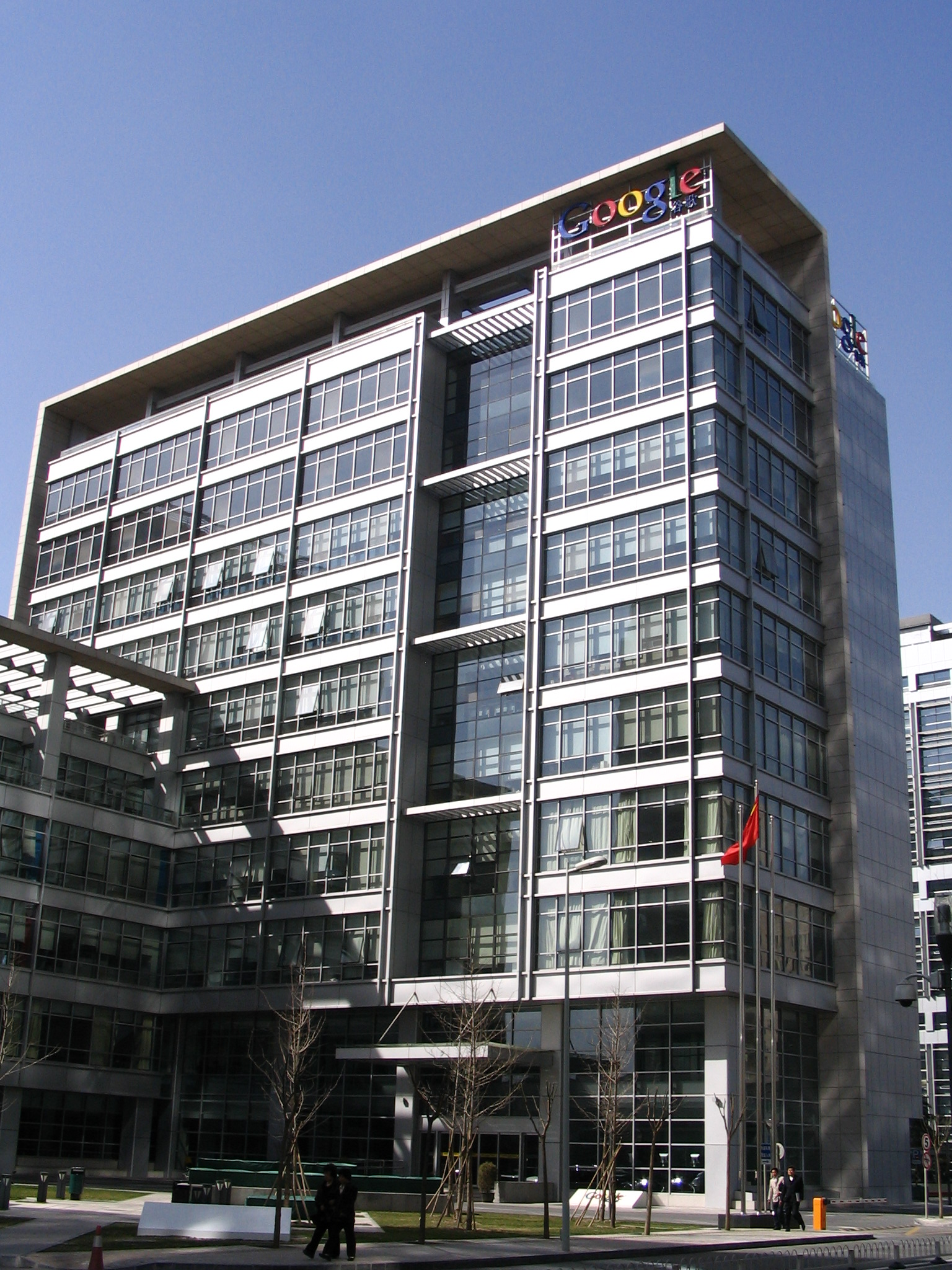
مقر جوجل الصين في وادي تسنغوا العلمي

### 2005-2009
تم تأسيس جوجل الصين في عام 2005، حيث ترأسها «كاي فو لي» وهو إداري سابق في شركة مايكروسوفت ومؤسس مركز أبحاث مايكروسوفت آسيا، حيث قامت مايكروسوفت عندها بمقاضاة كلاً من كاي فو لي وجوجل بسبب هذا الإجراء وتوصلوا لإتفاق سري في مابينهم لاحقاً.
واجهة المستخدم باللغة الصينية لموقع جوجل تم تطويرها في عام 2005، أما في يناير من عام 2006 فقد دشنت جوجل صفحة البحث عبر «google.cn» حيث تخضع نتائج البحث لرقابة من قبل السلطات الصينية، وفي نفس العام أستخدمت جوجل الأسم جوجي «GuGe» لكنه لم يأخذ شهرة واسعة بين مستخدمي الأنترنت الصينيين.
في شهر مارس من عام 2009 قامت السلطات الصينية بحجب الوصول لموقع يوتيوب التابع لجوجل وذلك بسبب مقاطع تعرض تعرض رجال من التيبت للضرب من قبل قوات الأمن الصينية، وأما الوصول لخدمات جوجل الأخرى فقد تم حجب الوصول لها دون سبب.
في الربع من سبتمبر لعام 2009 ترك «كاي فو لي » دون سبب وبعد أربع سنوات إدارة جوجل الصين ليبدء صندوق استثماري، في وسط فترة جدل حول سياسات الحجب الصينية وتراجع حصة سوق جوجل لصالح منافسيها بايدو وسوسو.

### ويكيليكس
الحكومة الصينية اكتشفت (2010) أن النتائج التي تظهر في جوجل الصين محرجه لهم ولأعضاء بارزين في الحزب الشيوعي الصيني الحاكم فبدأوا بالضغط على جوجل بأن تقوم بفلترة النتائج وتخفيف وضوح بعض المنشئات الحكومية في الصور المأخوذة بواسطة جوجل كما أبرزت ذلك تقارير من ويكيليكس.

### التخلي عن جوجل الصين
أعلنت جوجل، في يناير من عام 2010، رداً على هجمات إختراق مصدرها الصين عليها وعلى شركات تقنية أخرى، بأن الشركة ليست مستعدة لإخضاع البحث في الصين لرقابة وتصفية وسوف تنسحب من الصين بشكل كامل لو دعت الحاجة، حيث قامت جوجل في نفس الوقت بتوجيه كافة طلبات البحث القادمة من محرك جوجل الصين «Google.cn» لمحرك جوجل هونغ كونغ «Google.com.hk» الذي يعرض نتائج دون رقابة وتصفية، لأن هونغ كونغ تملك سلطة شرعية مستقلة ولاتخضع لأغلب قوانين الصين ومن ضمنها تلك التي تتطلب الحد من تدفع المعلومات الحر وتصفية ورقابة مرور البيانات. وذكر زافيد دروموند «David Drummond»، وهو نائب الرئيس في جوجل، في مدونة جوجل الرسمية أن الأحوال المحيطة بحجب الأنترنت في الصين أدى إلى نق البحث لهونغ كونغ لأن إنعدام الرقابة تجعله أكثر فعالية لمشاركة المعلومات والتصفح لمستخدمي الأنترنت في بر الصين الرئيسي.
في يوم 30 مارس عام 2010 أصبح البحث عبر جوجل بكافة اللغات محجوب في بر الصين الرئيسي، وأي محاولة للبحث تنتج خطأ «نظام أسماء النطاقات»، الخدمات الأخرى كالبريد والخرائط لم تتأثر. وتم رفع الحجب في اليوم التالي.
وفي 30 يونيو لعام 2010 قامت جوجل بإنهاء التوجية التلقائي لصفحة جوجل الصين إلى صفحة جوجل هونغ كونغ وأمتفت برابط لجوجل هونغ كونغ لتتفادى إلغاء رخصة مقدم خدمة أنترنت في الصين.
ويعود سبب إلغاء جوجل لبعض خدماتها في الصين للحجب.
في عام 2013 أوقفت جوجل عرض رسائل تنبيهية تعرض لمستخدمي الصين (البر الرئيسي) عند محاولة البحث عن عبارات سياسية حساسة.
خدمة جوجل للبريد، «جي ميل» ومتصفح كروم وطلبات البحث عبر جوجل لم تعد متاحة لمستخدمي الصين (البر الرئيسي) منذ عام 2014، لكن جوجل حافظت على إستمرارها عبر مكاتب البحوث والتطوير ومكاتب البيع لمنتجات جوجل الأخرى مثل برامج أندرويد للهواتف.

### محاولات الرجوع
في أول يوم من أغسطس لعام 2016 قامت جوجل بنقل مقرها الرئيسي إلى «Rongke Information Center».
وفي الثامن من ديسمبرلعام 2016 عقدت جوجل يوم مطور جوجل الصين 2016 «developers.google.cn» ومطوري أندرويد الصين «developer.android.google.cn» وفايربيس الصين «firebase.google.cn». حيث كانت تلك المرة الأولى التي تستخدم فيها جوجل الصين النطاق «.cn» بعدما تخلت عن جوجل الصين.
وفي يوم 31 أغسطس لعام 2017 أعلنت جوجل الصين عن خدمة تينسور فلو الصين «tensorflow.google.cn».
وفي 13 ديسمبر من عام 2017 عقدت جوجل الصين «يوم مطور جوجل الصين 2017» في شانغاهاي وأعلنت إنشاء مركز جوجل للذكاء الصناعي في الصين.